# Хареби
«Хареби» (Рустави) (груз. ყოჩები (სარაგბო კლუბი)) — грузинский регбийный клуб из Рустави. Выступает в Биг 10. Победитель чемпионата Грузии в сезоне 2022/23.

## История клуба
Клуб основан в 2015 году[уточнить]. В сезоне 2022-23 команда впервые в истории выиграла чемпионат Грузии, обыграв в финале «Батуми» (24:22). В следующем сезоне у клуба начались серьёзные финансовые проблемы, из-за которых клуб отказался от участия в Суперкубке Европы и был вынужден отпустить нескольких ключевых игроков.
В сезоне 2023-24 произошел провал. В последнем туре чемпионата «Хареби» нужно было на своём поле не проиграть всё тому же «Батуми», или надеяться, что «Кочеби» проиграет на выезде клубу «Казбеги». Данных факторов не произошло — «Кочеби» победил с бонусом (38:17), а «Хареби» потерпел поражение со счётом 18:24. Таким образом, «Хареби» опустились на седьмое место в Диди-10, не пробившись в плей-офф.

## Достижения
- Чемпионат Грузии:
  -  Чемпион Грузии: 2022/23

## Известные игроки
- Ираклий Натриашвили
- Михаил Циклаури